# تیراسیل دانگدا
تیراسیل دانگدا (انگلیسی: Teerasil Dangda; تولد ۶ ژوئن ۱۹۸۸) بازیکن فوتبال حرفه‌ای تایلندی است که هم‌اکنون در تیم ملی فوتبال تایلند بازی می‌کند.
وی سابقه بازی در باشگاه فوتبال آلمریا را دارد.